# Salix kangensis
Salix kangensis — вид квіткових рослин із родини вербових (Salicaceae).

## Морфологічна характеристика
Це дерево до 6 метрів заввишки; стовбур рум'яний, тонкий. Гілочки зелені або зеленувато-жовті, голі; пагони зазвичай довго запушені. Листкова ніжка 8–17 мм, волосиста; Листкова пластинка ланцетна чи лінійно-ланцетна, 4–10 × 1–3 см, абаксіально довго запушена, адаксіально зелена, волосиста вздовж середньої жилки, край зубчастий, верхівка загострена. Чоловічі сережки 2.5–4 × ≈ 1.5 см, сидячі. Чоловіча квітка: тичинок 2; пиляки жовті, майже кулясті. Жіноча сережка 2–3 см, до 4–4.5 × ≈ 1 см у плоді. Коробочка волосиста.

## Середовище проживання
Китай (Цзілінь, Ляонін) і Корея. Населяє береги річок; на висотах 300–600 метрів.